# IC 2910
IC 2910 ist eine linsenförmige Galaxie vom Hubble-Typ S0-a im Sternbild Becher. Sie ist schätzungsweise 279 Millionen Lichtjahre von der Milchstraße entfernt.
Das Objekt wurde am 29. März 1895 von Guillaume Bigourdan entdeckt.